# Habropogon balachowskyi
Habropogon balachowskyi là một loài ruồi trong họ Asilidae. Habropogon balachowskyi được Weinberg & Tsacas miêu tả năm 1973. Loài này phân bố ở vùng Cổ Bắc giới.